# Sinikka Sipilä
Sinikka Sipilä, född 3 september 1951 är en finsk bibliotekarie, ordförande för International Federation of Library Associations and Institutions - IFLA från 2013–2015 som övervakar Lyon-deklarationens globala petition som förbinder biblioteksföreningar och bibliotekarier med prioriteringarna av FN:s mål för hållbar utveckling. Sipilä var IFLA:s tillträdande ordförande 2011–2013 och medlem av styrelsen 2007–2011 och innehade posten som generalsekreterare för Finlands biblioteksförbund 1997–2015.

## Biografi

### Tidigt liv
Sipilä studerade vid Tammerfors universitet för att få en magisterexamen i samhällsvetenskap, biblioteksvetenskap och informatik.

### Karriär
Sipilä arbetade som bibliotekarie vid Tavastehus stadsbibliotek och Tammerfors universitet och senare som chef för bibliotekssamarbete med länder som Tanzania, Filippinerna, Sydafrika, Namibia, Senegal och Ghana och representerade det finska biblioteksfältet på World Toppmöte om informationssamhället - WSIS.

### Finlands biblioteksförbund
Sipilä innehade posten som generalsekreterare för Finlands biblioteksförbund 1997–2015 och var medordförande för IFLA World Library and Information Congress 2012 i Helsingfors.

### International Federation of Library Associations and Institutions
Sipilä hade ett flertal kommittéroller för International Federation of Library Associations and Institutions (IFLA), samt var medlem av den ständiga kommittén och ordförande för ledningen för Library Associations Section (MLAS); IFLA-delegation till FN:s världstoppmöte om informationssamhället (WSIS); i IFLA:s styrelse 2007–2013; och som IFLA-ordförande 2013–2015.

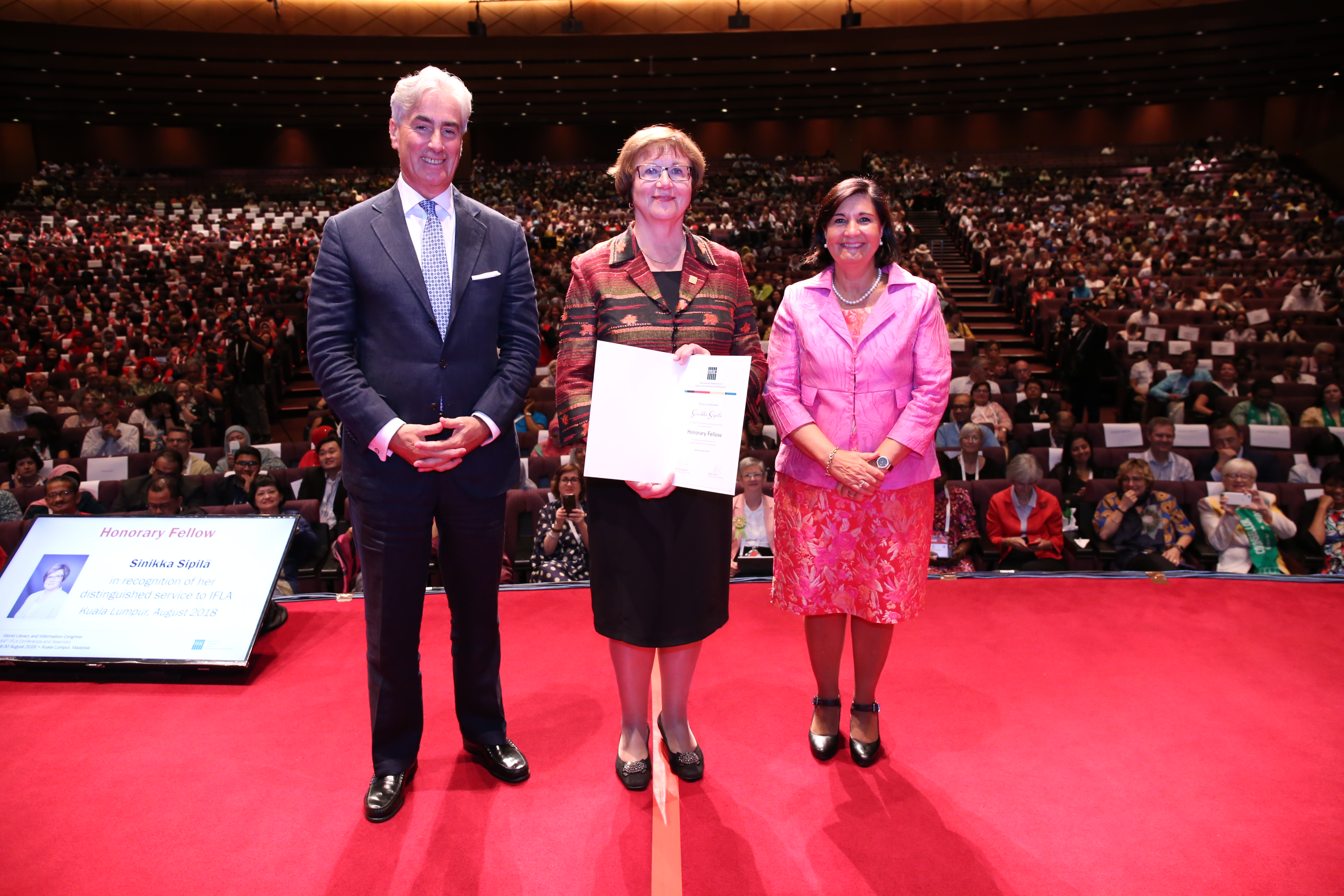
IFLA Honorary Fellow, Sinikka Sipilä (mitten) med IFLA:s generalsekreterare Gerald Leitner och IFLA:s ordförande Gloria Pérez-Salmerón på World Library and Information Conference, Kuala Lumpur, 2018

Som ordförande för International Federation of Library Associations and Institutions valde Sipilä temat Strong Libraries, Strong Societies för att främja lika möjligheter och rättvis tillgång till livslångt lärande och utbildning och för att främja informerade medborgare runt om i världen som aktivt delta i deras samhälle och främja hållbar utveckling, intellektuell och ekonomisk tillväxt samt allmänt välbefinnande.
Under Sipiläs mandatperiod som IFLA-president startade FN:s 2030-agenda för de globala målen och IFLA anslöt sig till detta initiativ. Detta uppmuntrade alla bibliotek runt om i världen att sträva mot de 17 målen som ger tillgång till informationen till deras samhällen. Sipilä representerade biblioteksfältet vid evenemang inklusive den internationella konferensen Internet och de sociokulturella omvandlingarna i informationssamhället. Sipilä var IFLA:s ordförande när Lyondeklarationen lanserades och fick stöd av mer än 600 institutioner runt om i världen för att förbättra tillgången till information och utveckling, baserat på idén att tillgången till informationen är en grundläggande pelare för hållbar utveckling.
Sipiläs ordförandemöten hölls i Helsingfors (2014) och Istanbul (2015) och de ämnen som behandlades var Strong Libraries – Strong Societies: Impact of Libraries on Society för det första och The Art of Transforming Libraries i den andra.
Sipilä avslutade sin mandatperiod som IFLA-president 2015 vid World Library Information Congress i Kapstaden och efterträddes av Donna Scheederghana. Sipilä betonade bibliotekens roll i samhället, särskilt i Afrika, baserat på aktivt deltagande, yttrandefrihet och tillgång till information, som nämns i Kapstadsdeklarationen. Hon uppmuntrade biblioteksföreningar och bibliotekarier att försöka bli hörda av politiker och beslutsfattare, för att inte bara visa bibliotekens fördelar för samhället, utan som en nyckeldel för att hjälpa till att uppnå sina uppdrag att främja samhällsutveckling. Sinikka Sipilä utsågs till IFLA Honorary Fellow som ett erkännande för hennes framstående tjänst för IFLA.